# Yoshihiko Noda
Yoshihiko Noda (Japans: 野田 佳彦, Noda Yoshihiko) (Funabashi (Chiba), 20 mei 1957) is een Japans politicus van de Democratische Partij (DPJ). Hij was de minister-president van Japan van 2 september 2011 tot 26 december 2012. Hij was eerder van 8 juni 2011 tot 2 september 2011 de Japanse minister van Financiën onder Naoto Kan. Hij volgde Kan op als minister van Financiën en minister-president. Hij was de derde minister-president van de Democratische Partij.
Ito Hirobumi · Kuroda Kiyotaka · Sanetomi Sanjo · Yamagata Aritomo · Matsukata Masayoshi · Ito Hirobumi · Kuroda Kiyotaka · Matsukata Masayoshi · Ito Hirobumi · Okuma Shigenobu · Yamagata Aritomo · Ito Hirobumi · Saionji Kinmochi · Katsura Tarō · Saionji Kinmochi · Katsura Tarō · Saionji Kinmochi · Katsura Tarō · Yamamoto Gonnohyōe · Ōkuma Shigenobu · Terauchi Masatake · Hara Takashi · Uchida Kosai · Takahashi Korekiyo · Katō Tomosaburō · Uchida Kosai · Yamamoto Gonnohyōe · Kiyoura Keigo · Katō Takaaki · Wakatsuki Reijirō · Tanaka Giichi · Osachi Hamaguchi · Kijūrō Shidehara · Osachi Hamaguchi · Wakatsuki Reijirō · Inukai Tsuyoshi · Takahashi Korekiyo · Saitō Makoto · Keisuke Okada · Fumio Gotō · Keisuke Okada · Kōki Hirota · Senjūrō Hayashi · Fumimaro Konoe ·
Hiranuma Kiichirō · Nobuyuki Abe · Mitsumasa Yonai · Fumimaro Konoe · Hideki Tojo · Kuniaki Koiso · Kantarō Suzuki · Prins Higashikuni Naruhiko · Kijūrō Shidehara · Shigeru Yoshida · Tetsu Katayama · Hitoshi Ashida · Shigeru Yoshida · Ichirō Hatoyama · Tanzan Ishibashi · Nobusuke Kishi · Tanzan Ishibashi · Nobusuke Kishi · Hayato Ikeda · Eisaku Satō · Kakuei Tanaka · Takeo Miki · Takeo Fukuda · Masayoshi Ōhira · Masayoshi Ito · Zenko Suzuki · Yasuhiro Nakasone · Noboru Takeshita · Sōsuke Uno · Toshiki Kaifu · Kiichi Miyazawa · Morihiro Hosokawa · Tsutomu Hata · Tomiichi Murayama · Ryutaro Hashimoto · Keizo Obuchi · Mikio Aoki · Keizo Obuchi · Yoshiro Mori · Junichiro Koizumi · Shinzo Abe · Yasuo Fukuda · Taro Aso · Yukio Hatoyama · Naoto Kan · Yoshihiko Noda · Shinzo Abe · Yoshihide Suga · Fumio Kishida ·  Shigeru Ishiba
- International Standard Name Identifier: 0000 0000 7176 2089
- Library of Congress Control Number: no2009159738
- Bibliotheek van het Japanse parlement: 01162161
- Virtual International Authority File: 101490007
- WorldCat: E39PBJd8dXpkpxbc6CCMX4Dg8C